# Ляпаненко, Николай Иванович
Николай Иванович Ляпаненко (18 ноября 1947 г., с. Карпиха Семёновского района Полтавской области) — украинский журналист, член Национального союза журналистов Украины, генеральный директор Полтавской государственной телерадиокомпании «Лтава», сопредседатель благотворительного фонда «Чураивна», созданного для поддержки талантливых художников Полтавской области. Заслуженный журналист Украинской ССР (1984).

## Биография
В 1974 г. окончил Киевский государственный университет имени Т. Г. Шевченко, факультет журналистики; в 1980 — Высшую партийную школу при ЦК КПУ, отделение журналистики.
В 1974-1978 гг. — редактор Полтавского областного радио;
В 1980-1981 гг. — старший редактор Полтавского областного радио;
В 1981-1992 гг. — собственный корреспондент Украинского радио в Полтавской области;
В 1992-1995 гг. — генеральный директор Полтавского областного телерадиообъединение;
С 1 июля 1992 года — генеральный директор телерадиокомпании «Лтава».
В 1998 г. — кандидат в народные депутаты Украины от партии национально-экономического развития Украины, № 17 в списке, которая не попала в парламент.

## Творчество
Автор новелл и очерков. Печатался в полтавских и во всеукраинских литературных журналах. Автор книги «Причастность», автор и составитель книги «Солнышко любви». Поэт-песенник, работает в содружестве с композитором заслуженным деятелем искусств Украины Алексеем Чухраем, народными артистами Украины Виктором Шпортько, Александром Василенко. Были произведения Ляпаненка и в репертуаре народной артистки Украины Раисы Кириченко.
Видеофильмы: «Заря вечерняя» (1998), «Души колодец» (1997), «Дорога в люди» (1976), «Розы на снегу» (1980)

## Награды, знаки отличия
- Заслуженный журналист УССР (1984);
- Орден «За заслуги» III ст. (2000)
- Орден «За заслуги» II ст. (2009)[2]
- Почётная грамота Кабинета Министров Украины (2002)[3]
- Премия имени Ивана Франко в области информационной деятельности (2009)
- Премия имени Вячеслава Черновола за лучшую публицистическую работу в области журналистики.[4] (2012).

Лауреат многочисленных всеукраинских и международных телефестивале как автор и руководитель телевизионных проектов. На Международном фестивале журналистики «Вера. Надежда. Любовь» получил почетный титул «Руководитель масс-медиа года».